# Ublik

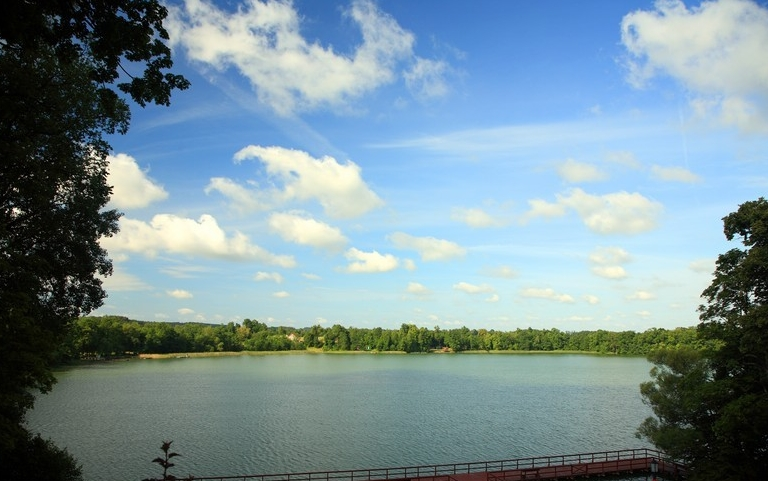
Ublik

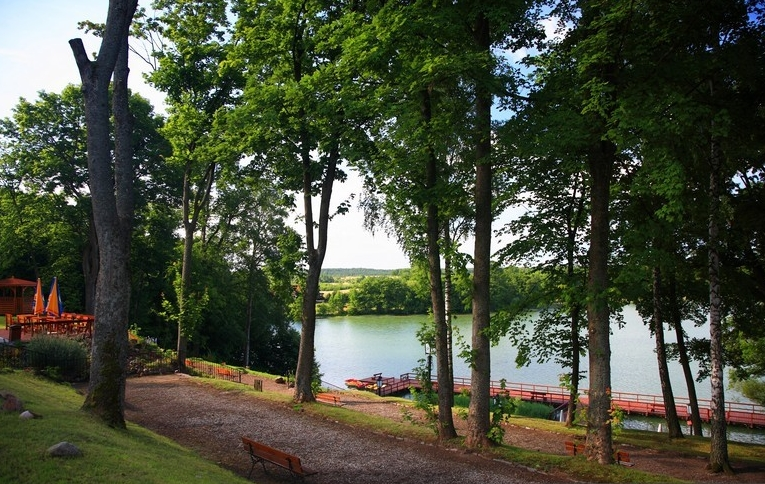
Ublik

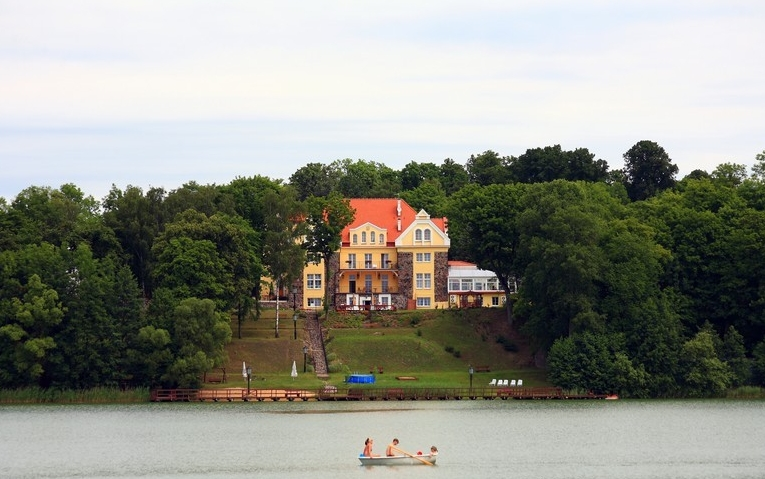
Ublik

Ublik (niem. Ublick) – wieś w Polsce położona w województwie warmińsko-mazurskim, w powiecie piskim, w gminie Orzysz.
W latach 1975–1998 miejscowość administracyjnie należała do województwa suwalskiego.
Miejscowość wypoczynkowa. Znajduje się w niej m.in. Ośrodek Wypoczynkowy Politechniki Warszawskiej, hotel Ublik (pozostałości zespołu dworskiego z połowy XIX w.), a także liczne gospodarstwa agroturystyczne i domki letnie.
W okolicy znajdują się jeziora takie jak: Ublik Wielki, Ublik Mały i Buwełno (jezioro), co sprzyja uprawianiu wędkarstwa, kajakarstwa i żeglarstwa.

## Historia
Wieś powstała w 1450 r. Wzmiankowana w 1538 r., kiedy to wyznaczono granicę majątku między Piankami, wsią Buwełno, Stoczki i jeziorem Ublik. Przywilej nadał w 1539 r. książę Albrecht staroście ełckiemu Krzysztofowi von Zedwitzowi na prawie lennym, choć nie określono bliżej wielkości nadania. Po śmierci Krzysztofa majątek ten przypadł mężowi najstarszej jego córki Zuzanny – Antoniemu von Lehwaldowi, kolejnemu staroście ełckiemu, o czym oznajmił książę Albrecht w 1557 r. Antoni von Lehwald otrzymał wkrótce (1565) dodatkowo dwa małe jeziorka (zwane Kociołek i Przerosła) oraz 5 łanów i 20 morgów między Sumkami, Piankami, Odojami a Rzeźnikami (Rząśniki), także na prawie lennym. Książę Albrecht pozwolił mu nadto na budowę małego młyna w Suchej. W wyniku tych nadań dobra w samym Ubliku liczyły 18 łanów, a cały klucz liczył 95 łanów i 20 morgów.
Przed pierwszą wojną światową w 1908 r. wybudowano linię kolejową Giżycko – Orzysz (ze stacją w Ubliku), ostatni transport odjechał w 1945 r. W 2015 jedynym śladem zlikwidowanej linii kolejowej jest wysoki nasyp na przesmyku pomiędzy jeziorami Ulik Mały i Ublik Wielki. 
W 1845 r. powstała szkoła podstawowa w Ubliku. W 1935 r. uczęszczało do niej 60 uczniów. Ublik należał do powiatu Pisz, ale leżał bezpośrednio na granicy powiatu Giżycko.
W czasie II wojny światowej mieścił się tu luksusowy pensjonat SS (budynek zachowany). Administratorem ośrodka był Heinz Dembowski z Karolewa. W Ubliku w bardzo dobrym stanie (po konserwacji) znajduje się bogato zdobiona kaplica grobowa dawnych właścicieli majątku.
Walory turystyczne wsi opisywano na początku XX w. Jedną z atrakcji była wycieczka do oddalonej 3 km karczmy Stoczki (Stockie lub Stoczek – Stotzken). Droga wiodła starym lasem oraz aleją lipową i bukową z widokami na jezioro. Opisywana była zagroda Wyłudki (Wyludtken) położona na skraju urwiska. Był to cel wycieczek mieszkańców m.in. Giżycka (Lecu) i Orzysza, a Niemcy ten teren nazwali „Orzyską Szwajcarią”. W lasach ublickich (Ublicker Wald), które ciągnęły się 6 km na zachód od gościńca aż do leżącej na południowym końcu jeziora Buwełno wioski Cierzpięty, rosły m.in. jodły, świerki, buki, dęby, jesiony, brzozy, osiki i graby.

## Właściciele majątku Ublik
Krzysztof von Zedwitz wywodził się z niemieckiej szlachty. Ród Zedwitzów przybył do Prus Krzyżackich wkrótce po wojnie trzynastoletniej, podobnie jak jego następca w Ubliku i na starostwie w Ełku Antoni von Lehwald. Antoni wcześniej był kuchmistrzem książęcym, potem starostą jańsborskim (piskim). Pierwsze dokumenty dotyczące rodziny Lehwaldów pochodzą z 1540 r. z rejonu Sztumu i odnoszą się do niejakiego Jana Lehwalda oraz Wawrzyńca z Pasłęka, ten ostatni działał równocześnie z Antonim. W 1749 r. sporządzono tablicę genealogiczną Lehwaldów, na której ród wyprowadzono do Antoniego von Lehwalda w Ubliku. Lehwaldowie wywodzili się ze starej szlachty dolnołużyckiej i brandenburskiej (Lehwalde), potem byli też na Śląsku, Pomorzu i Prusach (od 1458 r.). Toeppen wśród rodzin szlacheckich w starostwie ryńskim z roku 1622 wymienia rodzinę von Lehwaldów z Ublika.
Jeszcze podczas nadawania przywileju Krzysztof von Zedwitz zobowiązany został do służby zbrojnej w „dwa konie”. W zasadzie prawo lenne zwalniało z obowiązku służby wojskowej. Von Zedwitz w Ubliku otrzymał obowiązek opłaty rekognicyjnej w wysokości l funta wosku oraz 5 pruskich denarów. Ponadto dobra te były zwolnione z wszelkich uciążliwości.
Majątek Lehwaldów stanowiły osady: Ublik (18 łanowy folwark oraz 22 łany i 20 morgów lasu), Buwełno i Stoczki. Dobra te pozostały jako lenno tej rodziny, aż do czasu, gdy ostatni właściciel lenna zmarł bez spadkobiercy.
Rodzina Kullak przejęła Ublik około 1680 r. jako dzierżawę. Do majątku należały: folwarki Buwełno, Janowen, Stotsken i leśniczówka Oskarzin. W 1788 r. Goottiieb Daniel Kullak kupił posiadłość ze wszystkimi folwarkami od państwa Pruskiego. Przypomina o tym zachowany nagrobek.
Jego spadkobiercami w pierwszej linii byli: Leopold (1787-1829), Anton Theodor (1816-1861), Friderich Wilhelm (1855-1908), Friderich (1883-1948).
Leopold Kullak jako pierworodny nie objął spadku. Ożenił się z zamożną kobietą i został oficerem pierwszego pułku dragonów w Tylży. Franc Kullak jako najmłodszy wyjechał do Argentyny, z której powrócił z majątkiem w 1903 r. (po 15 latach), osiedlił się w Królewcu. Fryderyk Wilhelm został spadkobiercą Ublika. Od tej pory nazywał siebie Kullak-Ublik. Najpierw był on oficerem rezerwy w pułku huzarów w Gdańsku. W wieku 25 lat przejął posiadłość swojej matki, która prowadziła ją przez 20 lat po śmierci męża. W tym samym roku ożenił się z Elizą Romeyke, dziedziczką i właścicielką posiadłości rycerskiej Pammer, powiat Ełk. Eliza władała kilkoma językami i miała wiele wpływów. Prowadziła posiadłość i wszystko, co było związane z życiem gospodarczym. Fryderyk Wilhelm poświęcił się polityce. Był posłem w pruskim landstagu oraz deputowanym Rzeszy.
Po nabyciu Ublika ok. 1800 r. został wybudowany pałac. Ublik stał się centrum towarzyskim Mazur. Położony w pobliżu Orzysza, gdzie znajdował się plac ćwiczeń dla wojska, przyciągał wysokiej rangi krajowych i zagranicznych gości. Korpus oficerski garnizonu rosyjskiego po drugiej stronie granicy, brał udział w polowaniach z nagonką i w polowaniach na koniach. Stałymi gośćmi byli również: rosyjski gubernator z Łomży oraz generał w Królewcu Kolmar baron von der Golt.
Fryderyk Wilhelm zmarł w 1908 r. nie pozostawiwszy testamentu. Majątek Ublik przeszedł we wspólne posiadanie jego żony, syna Fryderyka i córki Anity.
Fryderyk, dotychczas oficer ułanów w Insterburgu, przejął prowadzenie posiadłości. Posiadłość obejmowała wtedy 6000 morgów (połowę stanowiły lasy). Po wybuchu wojny w 1914 r. 48 należących do posiadłości zabudowań zostało spalone przez Rosjan. Fryderyk prowadził w tym dniu objazd zwiadowczy i z odległości musiał obserwować przez lornetkę, jak dom i dwór stoją w płomieniach. Następnie Fryderyk sprzedał zniszczony majątek.

## Zabytki

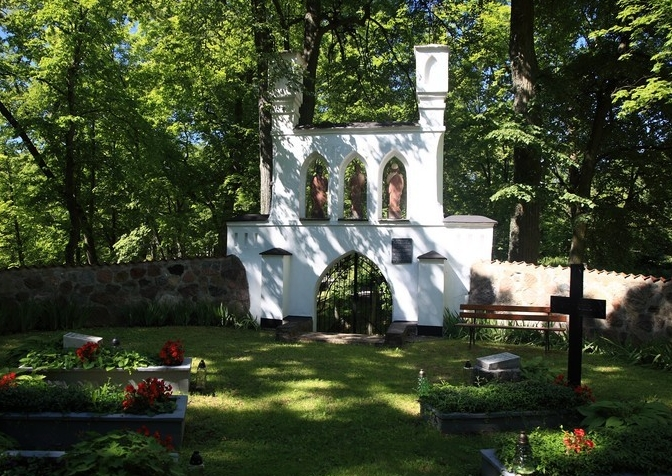
Ublik, brama cmentarna

- Brama cmentarna – w 1985 r., podczas pierwszej wizyty przodków rodziny, portal bramy cmentarnej był bliski zawalenia się. Groby jeszcze istniały, lecz nagrobki i krzyże zniknęły lub zostały w dużej części zniszczone. W latach 1992/1993 odbudowany został portal oraz niektóre nagrobki. Trzy rzeźby: Chrystus, św. Piotr i Paweł, które wcześniej stały w trzech otworach portalu, służyły Rosjanom po 1945 roku jako tarcze strzeleckie po czym zawaliły się. Przypuszczalnie Anton Theodor (1816-1861), podczas jednych ze swoich podróży, przywiózł te figury z południowych Niemiec lub z Włoch. Dzisiaj są odrestaurowane i znajdują się w muzeum starego ratusza w Piszu.

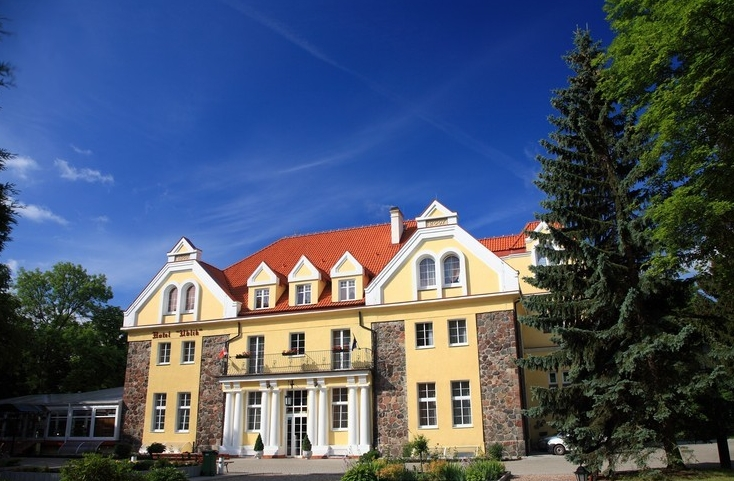
Ublik, dawny zespół pałacowo-parkowy

- Dawny zespół pałacowo-parkowy z rozległą częścią gospodarczą usytuowany na wzniesieniu nad brzegami jeziora Ublik Wielki. Siedziba rozległych dóbr, do których w latach 20. XX w. należało 5 folwarków, leśniczówka, rybaczówka, 1524 ha ziemi. W majątku funkcjonowała gorzelnia, suszarnia ziemniaków, prowadzono hodowlę koni gorącokrwistych oraz bydła. W tym czasie dobra były własnością rodu Engelmann. Od lat trzydziestych do 1944 r. mieścił się tu pensjonat SS. Częściowo zachowane zabudowania założenia pochodzą z lat 1848-1917. Przebudowany pałac zatracił cechy zabytku (pozostały jedynie półwtopione pary kolumn z dawnego frontonu), zachowała się istniejąca architektonicznie oficyna pałacowa z podcieniem arkadowym. Park zachował się częściowo, gdyż na jego terenie założono boiska sportowe. Zachowała się dość dobrze część dawnych zabudowań gospodarczych. Obecnie na terenie dawnego założenia mieści się ośrodek wypoczynkowy. Niegdyś dwór ten należał do Heglowskich, w XVIII w. do Konarskich.
- Dawna wiejska szkoła wraz z budynkiem gospodarczym. Szkoła, choć sprawia wrażenie o wiele starszej, najprawdopodobniej została wybudowana na początku lat 20. XX wieku. Pod względem architektonicznym budynek łączy w sobie cechy średniowiecznych zamków wznoszonych przez Krzyżaków i drewnianego budownictwa mazurskiego. Charakterystyczna czerwona licowa cegła, łuki nad okanami i wejściami oraz mozaiki ceglane pod oknami to nawiązanie do gotyku, natomiast drewniane podasze z licznymi snycerskimi ozdobami i okazałe pazdury to nawiązanie do tradycyjnego budownictwa wiejskiego. Wewnątrz zachowany oryginalny układ pomieszczeń oraz oryginalna stolarka, drewniane schody zabiegowe i wędzarnia. Budynek został wpisany do rejestru zabytków w roku 2004. Obecnie w budynkach szkolnych prowadzone jest ekologiczne gosporstwo agroturystycne "Stara Szkoła w Ubliku".